# كهرباء حرارية أرضية

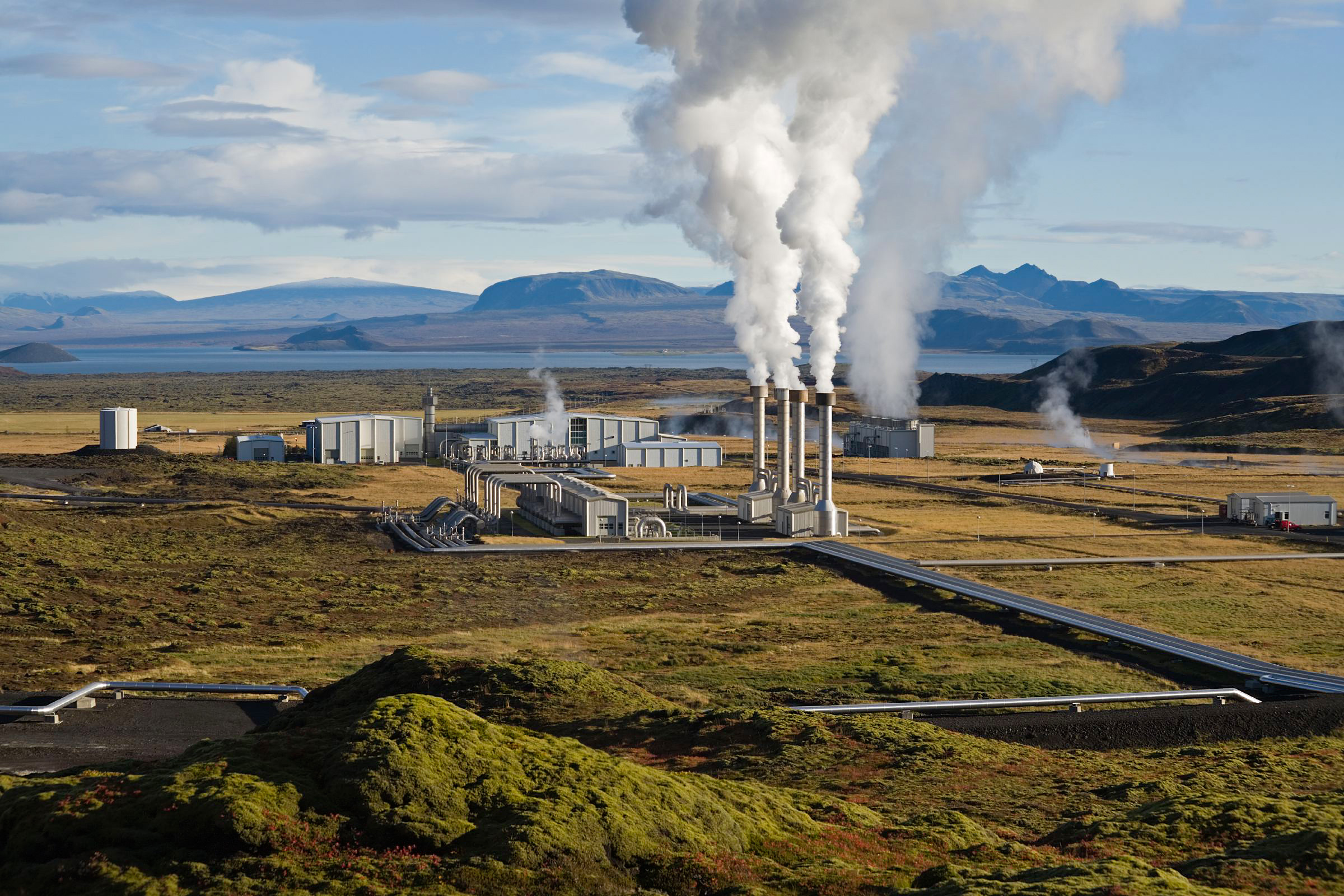
إحدى محطات توليد الطاقة الكهربائية باستخدام الطاقة الحرارية الأرضية في أيسلاندا

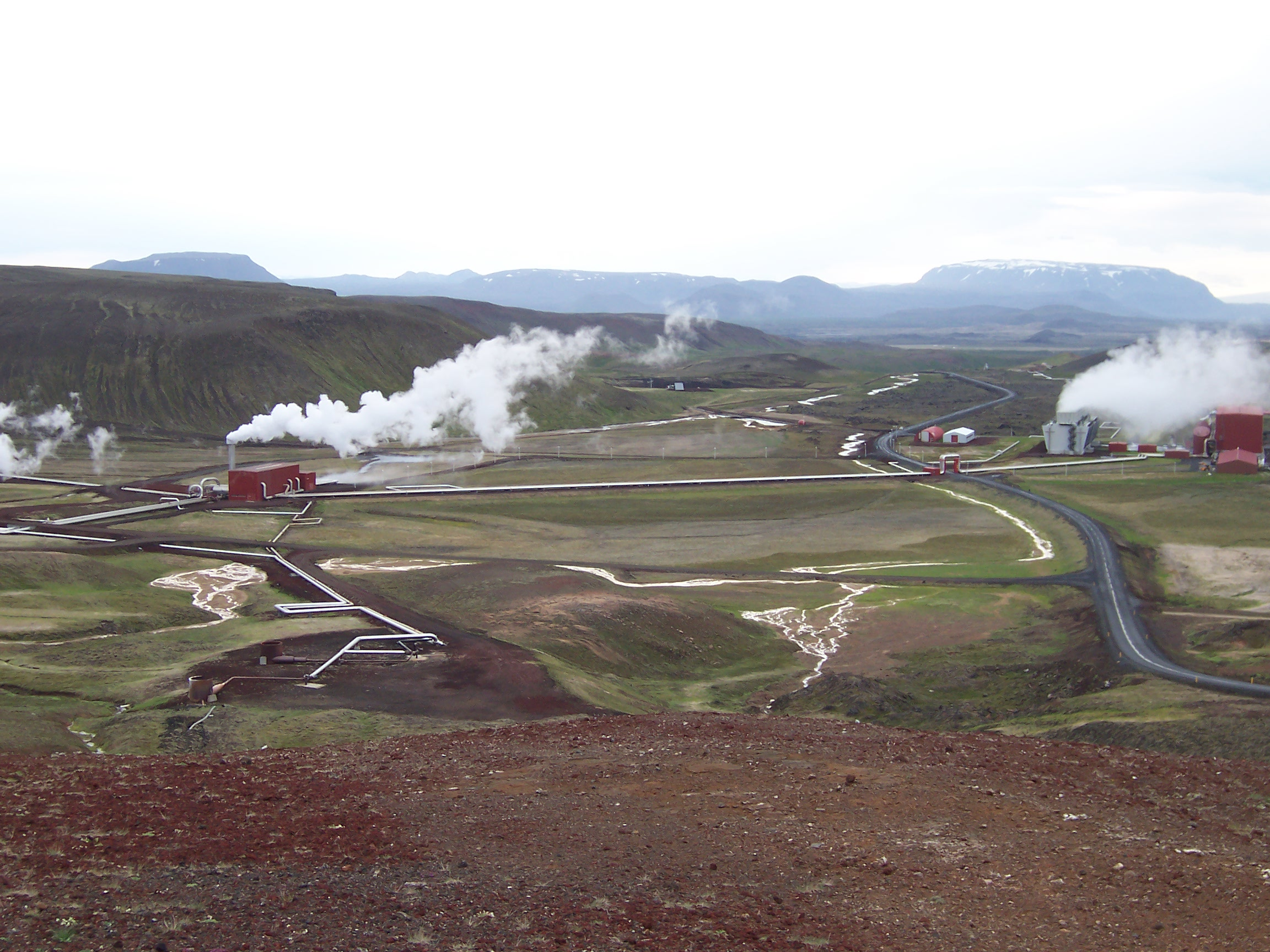
محطة كرافلا في شمال شرق آيسلندا.

كهرباء حرارة أرضية (بالإنجليزية: Geothermal electricity) أعلنت التعاضدية الدولية للحرارة الأرضية IGA في تقريرها أن أنتاج الطاقة من مصادر الحرارة الأرضية بلغ 10.700 ميجاوات في مجموع 24 دولة من دول العالم في عام 2010، ستقوم بأنتاج نحو 67.250 جيجا وات ساعي من الكهرباء.
وهذا يعني زيادة أنتاج الطاقة من الحرارة الأرضية في شبكة الكهرباء بنسبة 20% منذ عام 2005. ومن المخطط له من قبل التعضدضية الدولية للحرارة زيادة الإنتاج منها إلى 18.500 ميجاوات حتى عام 2015، حيث ستقام محطات عديدة توجد الآن في مرحلة التخطيط، ومنها يوجد في أماكن اعتقد في الماضي بعدم جدواها في ذلك المجال.
وفي عام 2010 أصبحت الولايات المتحدة الأمريكية سباقة في أستغلال الطاقة الحرارية الأرضية لإنتاج الطاقة الكهربائية حيث يبلغ أنتاجها 3086 ميجاوات تنتجها 77 محطة. وأكبر تجمع في العالم لإنتاج الطاقة الكهربائية من الحرارة الأرضية يقع في حقل للحرارة الأرضية في منطقة ذي جيزيرس The Geysers، في كاليفورنيا.
وتتبع الفليبين الولايات المتحدة كثاني دولة في العالم تستغل الطاقة الأرضية، وهي تنتج 1.904 ميجاوات من الكهرباء، وتبلغ نسبة أنتاج الكهرباء في الفليبين نحو 18% من أنتاج الكهرباء فيها.
وكانت حتى الآن مشروعات استغلال الحرارة الأرضية تبنى في المناطق ذات الحرارة الأرضية العالية القريبة من سطح الأرض. ولكن تطوير بناء محطات تستغل الحرارة الأرضية منزدوجا (توليد جزء من الطاقة الكهربية باللإضافة إلى استخدام الماء الساخن) بالإضافة إلى تحسين تقنية الحفر واستخراج الماء الساخن قد سوف يساعد على انتشار تلك المحطات في مناطق أخرى.
وتنفذ حاليا مشروعات نموذجية في ألمانيا في منطقة «لأانداو فالز» وفي فرنسا في منطقة «سولت سو فوريه»، أما مشروع في سويسرا بالقرب من بازل فقد أغلق بعد أن تسبب في حدوث زلزال. وتبنى محطات نموذجية أخرى حاليا في أستراليا والمملكة المتحدة والولايات المتحدة.

## كفاءتها
كفاءة محطات استغلال الطاقة الحرارية الأرضية تعتبر قليلة، فهي بين 10% و 23%، وذلك بسبب انخفاض درجة حرارة المياه المرفوعة بالمقارنة بحرارة البخار من الغلايات. وطبقا لقوانين الميكانيكا الحرارية فإن انخفاض درجة حرارة الماء المستخرج يحدد من كفاءة الاستغلال في توليد التيار الكهربائي (دورة كارنو). فحرارة الماء العادم لا يمكن استغلالها، إلا أذا استخدم هذا الماء في التسخين والتدفئة المباشر. ولكن كفاءة المحطة لا تؤثر على تكاليف التشغيل كما هو الحال بالنسبة للمحطات التي تعمل بالفحم أو البترول، ولكنها تؤثر على جدوي المشروع. ومن أجل أنتاج طاقة من المشروع أكبر من الطاقة المسغلة في تشغيل الطلمبات، فإن أنتاج الطاقة الكهربائية على مستوى كبير يحتاج حقول أرضية فيه ماء عالي السخونة، كما يحتاج إل دورات تقنية مخصوصة.
[بحاجة لمصدر]
ونظرا لأن محطات الطاقة الحرارية الأرضية لا تحتاج إلى مواد أحفورية أو طاقة الرياح أو الطاقة الشمسية فإن مجالها واسع ويمكن تحقيقها لإنتاج 96% من الكهرباء في بلد وقد تحقق ذلك بالفعل.
وكان المتوسط العالمي نحو 73% عام 2005.

## محطات كهرباء الحرارة الأرضية
بنيت محطات إنتاج الكهرباء من حرارة الأرض عند حافات الصفائح التكتونية حيث توجد فيها مياه عالية الحرارة وقريبة من سطح الأرض. ولكن تطوير بناء محطات تستغل الحرارة الأرضية بدورة ثانية (يستخدم في الدورة الثانية سائل درجة غليانة أقل من درجة غليان الماء (أنظر أسفله)) إلى جانب تحسين تقنية الحفر واستخراج الماء الساخن قد سوف يساعد على انتشار تلك المحطات في مناطق أخرى.
وقد تم إنشاء محطة صناعية قدرتها 3 ميجاوات في عام 2007 في «لانداو بفالز» في ألمانيا ومشروع آخر نموذجي في «سولت سو فوريه» بفرنسا عام 2008.

### أنواع محطات

#### محطة قوي بالبخار الجاف
تعتبر محطات القوى الكهربية العاملة بالبخار الجاف من أبسط أنواع وأقدمها. فهي تستخدم البخار المستخرج مباشرة التي تبلغ درجة حرارته نحو 150 درجة مئوية لإدارة التوربينات.

#### محطة قوي بالبخار الشديد الحرارة
لاستخراج البخار شديد الحرارة لا بد من الحفر على أعماق كبيرة. ويوجه الماء المضغوط عالي الحرارة المستخرج إلى خزانات أقل ضغطا يتمدد فيها الماء الساخن فجأة ويتحول إلى بخار تشغل التوربينات.
وهذه التقنية تحتاج إلى ماء ذو درجة حرارة 180 درجة مئوية أو أكثر. وذلك النوع من المحطات هي الأكثر انتشارا اليوم.

#### محطة طاقة ذات دورتين
تعتبر محطات الطاقة الكهربية ذات الدورتين هي احدث التقنيات في ذلك المجال، ويمكنها استغلال مياه قد تصل درجة حرارتها 57 درجة مئوية فقط.
وفيها يمرر الماء الأرضي الساخن على سائل آخر له نقطة غليان منخفضة أقل من درجة غليان الماء. ويعمل ذلك على تمدد مفاجئ للسائل ويتحول إلى بخاره، ويوجه بخار السائل لإدارة التوربينات. وذلك النوع من المحطات هو الذي يبنى في الوقت الحالي.
وتطبق فيها دورة أورجانيك رانكين ودورة كالينا، وتبلغ الكفاءة الحرارية لها نحو 10 %.

## محطات قوي في الدول المختلفة
| البـلد           | القدرة (ميجاوات) ( 2007 | القدرة (ميجاوات) 2010 | نسبة إنتاجها من إنتاج الكهرباء |
| ---------------- | ----------------------- | --------------------- | ------------------------------ |
| الولايات المتحدة | 2687                    | 3086                  | 0.3%                           |
| الفلبين          | 1969.7                  | 1904                  | 27%                            |
| اندونيسيا        | 992                     | 1197                  | 3.7%                           |
| المكسيك          | 953                     | 958                   | 3%                             |
| إيطاليا          | 810.5                   | 843                   |                                |
| نيوزيلندا        | 471.6                   | 628                   | 10%                            |
| آيسلندا          | 421.2                   | 575                   | 30%                            |
| اليابان          | 535.2                   | 536                   | 0.1%                           |
| السلفادور        | 204.2                   | 204                   | 14%                            |
| كينيا            | 128.8                   | 167                   | 11.2%                          |
| كوستاريكا        | 162.5                   | 166                   | 14%                            |
| نيكاراغوا        | 87.4                    | 88                    | 10%                            |
| روسيا            | 79                      | 82                    |                                |
| تركيا            | 38                      | 82                    |                                |
| بابوا نيوغينيا   | 56                      | 56                    |                                |
| غواتيمالا        | 53                      | 52                    |                                |
| البرتغال         | 23                      | 29                    |                                |
| الصين            | 27.8                    | 24                    |                                |
| فرنسا            | 14.7                    | 16                    |                                |
| الحبشة           | 7.3                     | 7.3                   |                                |
| ألمانيا          | 8.4                     | 6.6                   |                                |
| النمسا           | 1.1                     | 1.4                   |                                |
| أستراليا         | 0.2                     | 1.1                   |                                |
| تايلاند          | 0.3                     | 0.3                   |                                |
| المجموع          | 9,731.9                 | 10,709.7              |                                |

## اقرأ أيضا
- مدرج الحرارة الأرضية
- طاقة حرارية أرضية
- طاقة متجددة